# Joseph Murphy (Geistlicher)
Joseph Murphy (* 16. August 1968 in Cork, Irland) ist ein irischer Geistlicher und Kurienbeamter im Staatssekretariat des Heiligen Stuhls.

## Leben
Joseph Murphy empfing am 11. Juli 1993 das Sakrament der Priesterweihe. Er wurde im Fach Katholische Theologie promoviert. Am 1. Oktober 1997 trat Murphy in den Dienst der Sektion für Allgemeine Angelegenheiten des Staatssekretariats ein. Er wechselte am 15. September 2006 in die Sektion für die Beziehungen mit den Staaten.
Seit 15. Januar 2008 ist Joseph Murphy zudem Geistlicher Assistent der Associazione Santi Pietro e Paolo.
Am 22. März 2018 ernannte ihn Papst Franziskus zum Protokollchef des Staatssekretariats des Heiligen Stuhls.
Am 14. September 2023 ernannte ihn Papst Franziskus zum Untersekretär der Sektion für das Diplomatische Personal.